# Eugen Lindau

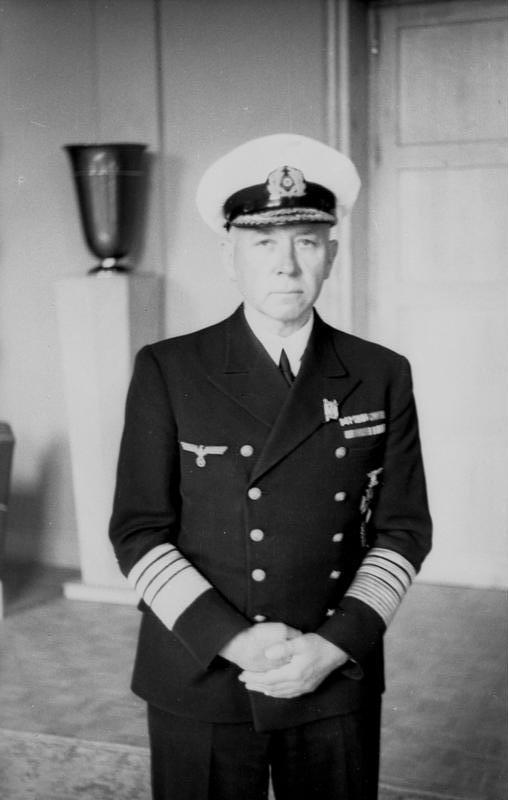
Eugen Lindau (1942)

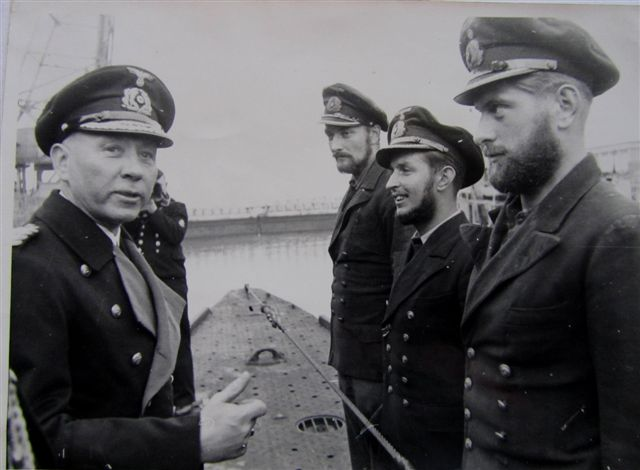
Lindau recibiendo al submarino U 129 en Lorient

Eugen Lindau (* 3 de mayo de 1883 en Magdeburgo; † 10 de mayo de 1960 en Hamburgo) fue un marino alemán que llegó a ser almirante en la Segunda Guerra Mundial.

## Biografía
Lindau ingresó el 1 de abril de 1903 como guardiamarina en la Marina Imperial alemana, superó la formación inicial en el crucero-fragata SMS Stein y pasó a la Academia Naval Mürwik de Flensburgo-Mürwik. El 1 de octubre de 1905 fue destinado al navío de línea SMS Elsass y el 28 de septiembre de 1906 ascendido a Leutnant zur See, empleo inferior a alférez de navío. Del 1 de octubre de 1908 al 1 de julio de 1914 perteneció a la 1.ª División de Torpederos, donde fue oficial de guardia en varios torpederos activos. El 10 de noviembre de 1908 Lindau fue ascendido a alférez de navío y entre noviembre de 1912 y mayo de 1914 fue temporalmente comandante del torpedero SMS S 142. En junio de 1914 fue destinaod a la 2.ª Flotilla de Torpederos, a la que pertenecía al estallar la Primera Guerra Mundial, y donde siguió hasta mediados de junio de 1915. Ascendió a teniente de navío el 13 de octubre de 1914 ascendió a teniente de navío, cuando mandaba el torpedero SMS S 144. Tras ser destinado a la 3.ª Flotilla de Torpederos, mandó el SMS V 100.
Tras el fin de la guerra fue por poco tiempo ayudante de la Inspección de Torpedos y desde diciembre de 1918 a julio de 1919 jefe de compañía en el Primer Regimiento de la Guardia. Luego, hasta el 31 de mayo de 1920, comandante de batallón en la 2.ª Brigada de Marina, hasta que fue admitido en la Reichsmarine. Hasta el 12 de abril de 1921 fue comandante de la 1.ª Sección de la División de Instrucción del Mar del Norte. Del 13 de abril al 24 de mayo de 1921 Lindau estuvo en la unidad de instrucción del crucero ligero Arcona, del que luego fue primer oficial y donde el 1 de julio de 1921 ascendió a capitán de corbeta. Del 11 de noviembre de 1922 al 9 de octubre de 1923 volvió a mandar la 1.ª Sección de la División de Instrucción Naval del Mar del Norte y pasó luego, hasta el 26 de octubre de 1926, como perito en el Departamento de Personal (P A) de la Dirección Naval (Marineleitung). El siguiente destino de Lindau, hasta el 9 de octubre de 1929, fue el de comandante de la 2.ª Sección de la División de Instrucción Naval del Báltico, donde el 1 de mayo de 1928 ascendió a capitán de fragata. El 1 de octubre de 1929 destinaron a Lindau a la Unidad de Instrucción del Karlsruhe y a partir del alistamiento de ese crucero ligero fue su comandante hasta el 25 de septiembre de 1931, desde el 1 de febrero de 1930 con el empleo de capitán de navío. Luego fue destinado como Comandante de Swinemünde. El 1 de octubre de 1933, al mismo tiempo que ascendió a contraalmirante, Lindau se hizo cargo de la jefatura de la Armada en Hamburgo, puesto que hasta el 30 de septiembre de 1934 compaginó con el de jefe de la Defensa en Hamburgo. Lindau fue entonces almirante de la jefatura de la Armada en Hamburgo hasta el 5 de octubre de 1936 y luego inspector de la Caja de Reclutas de Elbing. Allí ascendió a vicealmirante el 1 de octubre de 1937. Desde el 22 de agosto de 1938 fue inspector de la Caja de Reclutas de Bremen.
Lindau fue jubilado el 31 de diciembre de 1939, pero al día siguiente vuelto a poner a disposición de la Kriegsmarine y destinado como lugarteniente comisario de la Corte de Presas Marítimas de Hamburgo. El 26 de mayo de 1940 fue designado Jefe Naval del Norte de Francia y desde el 20 de febrero de 1941 Jefe Naval del Oeste de Francia. El 1 de marzo de 1942 fue nombrado almirante en la reserva, del 8 al 31 de agosto de 1942 quedó a disposición del Almirante al Mando de la Estación Naval del Mar del Norte y después retirado del servicio activo y jubilado.

## Condecoraciones
- Cruz de Hierro (1914) de 2.ª y 1.ª clase[1]
- Cruz de Caballero de la Real Orden de la Casa de Hohenzollern con Espadas[1]
- Orden de la Corona de Prusia de 4.ª Clase[1]
- Medalla de Herido Naval en negro[1]
- Medalla de Rescate de Prusia con Banda[1]
- RCruz de Caballero de 2.ª Clase de la Orden de la Casa del Halcón Blanco con Espadas[1]
- Medalla Liyakat de Plata con Sables[1]
- Media Luna de Hierro[1]